# Johanna Holmén Svensson
Johanna Holmén Svensson, född 7 mars 1995, är en svensk friidrottare (häcklöpning). Hon vann SM på 400 meter häck år 2018.

## Personliga rekord
| Utomhus - 100 meter – 12,26 (Mölndal, Sverige 4 augusti 2017) - 100 meter – 12,56 (Jönköping, Sverige 4 juni 2013) - 200 meter – 24,81 (Gävle, Sverige 13 augusti 2017) - 400 meter – 55,46 (Gävle, Sverige 12 augusti 2017) - 100 meter häck – 14,05 (Göteborg, Sverige 9 juni 2016) - 100 meter häck – 13,83 (medvind) (Skara, Sverige 19 juni 2016) - 400 meter häck – 57,55 (Esbo, Finland 13 juni 2018) - Tresteg – 10,58 (Växjö, Sverige 16 september 2011) | Inomhus - 60 meter – 7,74 (Göteborg, Sverige 18 februari 2017) - 200 meter – 25,09 (Göteborg, Sverige 4 februari 2017) - 200 meter – 25,40 (Göteborg, Sverige 3 februari 2018) - 400 meter – 56,81 (Göteborg, Sverige 9 februari 2019) - 60 meter häck – 8,52 (Växjö, Sverige 26 februari 2017) - Tresteg – 11,23 (Malmö, Sverige 29 januari 2011) |